# Баб'як Павло (церковний діяч)
о. Павло́ Баб'я́к (31 січня 1922, с. Мала Плавуча, Бережанського повіту, тепер  Тернопільського району Тернопільської області — 9 жовтня 1992, Боулдер) — український церковний діяч, священик УГКЦ.

## Життєпис
Навчався в Тернопільській і Бережанській гімназіях. Богослов'я вивчав у Львові, Гіршбергу (Німеччина) та Кулемборгу (Голландія). 14 серпня 1970 року в Українському вільному університеті захистив докторську дисертацію з філософії на тему «Жидівська проблематика в творчості Івана Франка». Завершив богословські студії в Українському Католицькому Університеті в Римі і 3 червня 1974 року отримав священичі свячення з рук патріарха Йосифа Сліпого.
В 1974 році переїхав у Торонто (Канада), де працював у видавництві «Гомін України», потім — у бібліотеках університетів Урбана та Боулдера (США).

## Діяльність
Душпастир греко-католицької парафії у Боулдері та адміністратор парафії в Денвері.

## Доробок
Видав працю «Наукова творчість Івана Франка, базована на старо-жидівському письменстві та біблійних мотивах» (українською й англійською мовами).
Співавтор розвідки про перших українських поселенців у Канаді.